# The Sinner
The Sinner és una sèrie de televisió nord-americana de misteri basada en la novel·la homònima de Petra Hammesfahr. La primera temporada es va estrenar el 2 d'agost i va concloure el 20 de setembre de 2017.
El març de 2018, USA Network va renovar la sèrie per a una segona temporada, la qual va constar de 8 episodis i es va centrar en el detectiu interpretat per Bill Pullman.
El març de 2019, la sèrie es va tornar a renovar per a una tercera temporada.

## Sinopsi
La seva primera temporada segueix els esdeveniments ocorreguts després que una mare jove assassini un home en públic i a plena llum del dia, sense tenir un motiu aparent. El detectiu Harry Ambrose és l'encarregat d'investigar a fons per intentar revelar aquest misteriós assassinat.
En la segona temporada, Ambrose torna a la seva ciutat natal, quan un nen de 13 anys confessés haver enverinat als seus pares, assabentant-se dels secrets que els habitants de la ciutat estan disposats a mantenir ocults.
La tercera temporada se centrarà en Ambrose i la seva investigació sobre un fatal accident de cotxe a Upstate New York descobrint així un crim amagat que el converteix en el cas més perillós i inquietant de la seva carrera. Aquesta renovació ve també lligada a la nova incorporació de la sèrie: Matt Bomer, conegut pel seu paper a American horror story o White Collar.

## Repartiment i personatges

### Principal
- Jessica Biel com a Cora Tannetti[5]
- Christopher Abbott com a Mason Tannetti[6]
- Dohn Norwood com a detectiu Dan Leroy
- Abby Miller com a Caitlin Sullivan
- Bill Pullman com a detectiu Harry Ambrose[7]
- Carrie Coon com a Vera Walker[8]
- Natalie Paul com a Heather Novack[8]
- Hannah Gross com a Marin Calhoun[8]
- Elisha Henig com a Julian Walker
- Tracy Letts com a Jack Novack

### Recurrents

#### Primera temporada
- Danielle Burgess com a Maddie
- Patti D'Arbanville com a Lorna Tannetti
- Kathryn Erbe com a Fay Ambrose
- Enid Graham com a Elizabeth Lacey
- Jacob Pitts com a J.D.
- Nadia Alexander com a Phoebe
- Eric Todd com a Frankie Belmont

#### Segona temporada
- Ellen Adair com a Bess McTeer
- Adam David Thompson com a Adam Lowry
- David Call com a Andy "Brick" Brickowski
- Jay O. Sanders com a Tom Lidell
- Allison Case com a Rosemary Ambrose

## Recepció
The Sinner ha rebut crítiques favorables per part de la premsa especialitzada. La sèrie va obtenir un 94 % de rating basat en 33 crítiques a la web de Rotten Tomatoes. El consens de la web afirma: "Intel·ligentment imprevisible i liderada per poderoses actuacions d'un talentós repartiment, The Sinner és completament atrapant". Metacritic li va donar una puntuació de 71 sobre 100, basada en 23 crítiques.
La primera temporada de The Sinner va rebre dues nominacions als 75ns Globus d'Or del 2018: Globus d'Or a la millor minisèrie o telefilm i el Globus d'Or a la millor actriu en minisèrie o telefilm per Jessica Biel, que també va ser nominada per Primetime Emmy a la millor actriu - Miniserie o telefilm.